# Pave Alexander 2.
Alexander 2. (født som Anselmo Baggio på ukendt dato i Milano, død 21. april 1073) var pave fra 30. september 1061 til sin død.
Han var biskop af Lucca og arbejdede sammen med Hildebrand mod simoni og for at håndhæve den regel om cølibat for gejstligheden, som var ved at blive indført i den vestlige kirke.
Valget af det usædvanlige navn Alexander skyldtes, at han tidligt i sin tid som biskop i Lucca havde udviklet en særlig anerkendelse af martyrpaven Alexander 1. og sørget for at få dennes benrelikvier overført til kirken Sant' Alessandro Maggiore i byen.
Alexander 2. var den første pave, der blev valgt efter de regler, som Pave Nikolaus 2. havde indført i 1059: kun kardinalbiskoperne havde stemmeret ved pavevalg. Ved pavevalget 1061 var der angiveligt 11 kardinalbiskopper, der stemte. Han var ikke selv kardinal, da han blev valgt.
Valget blev ikke accepteret af den tysk-romerske kejser, fordi det var tradition, at kejseren var en del af processen ved pavevalg. En anden kandidat, biskop Cadalus af Parma, blev proklameret som pave i Basel under navnet Honorius. Han rejste til Rom og truede helt til 1072 Alexanders position. Han blev til sidst overladt til sig selv af det tysk-romerske hof og blev afsat af et koncil i Mantova.
I 1065 skrev pave Alexander II til Béranger, vicomte af Narbonne, og til Guifred, biskop i byen, hvor han roste dem for at have forhindret massakre på jøder i deres distrikt, og mindede dem om at Gud ikke accepterer blodbad. Det samme år advarede han Landulf 6. af Benevento mod at anvende tvangskonverteringer: "konvertering af jøder skal ikke ske med magt". Samme år opfordrede han til et korstog mod maurerne i Spanien.
Han blev efterfulgt af Hildebrand, som tog navnet Gregor 7.